# Okrug Socorro, Novi Meksiko
| Socorro                                                    |                               |
| Zemljovid Novog Meksika s označenim okrugom Socorrom.      |                               |
| Zemljovid SAD s označenom saveznom državom Novim Meksikom. |                               |
| Osnovan:                                                   | 9. siječnja 1852.             |
| Sjedište:                                                  | Socorro                       |
| Najveće naselje:                                           | Socorro                       |
| Površina:                                                  | 17.221 km2                    |
| Br. stanovnika (2010.):                                    | 17.866                        |
| Kongresni okrug:                                           | 2.                            |
| Vremenska zona:                                            | Stjenjačko vrijeme: UTC-7/-6  |
| Službene stranice:                                         | http://www.socorrocounty.net/ |

Socorro je okrug u američkoj saveznoj državi Novom Meksiku.
Naseljen još u paleoindijanskom dobu, 14.000 godina pr. Kr. Nalazi daju uvid u naseljavanje Novog svijeta i izumiranje megafauna.

## Stanovništvo
Prema popisu stanovništva 2010., stanovnici su 75,1% bijelci, 1,1% "crnci ili afroamerikanci", 11,7% "američki Indijanci i aljaskanski domorodci", 1,2% Azijci, 0,0% Havajci ili tihooceanski otočani, 2,8% dviju ili više rasa, 8,1% ostalih rasa. Hispanoamerikanaca i Latinoamerikanaca svih rasa bilo je 48,5%.

## Vanjske poveznice
- Postal History Poštanski uredi u okrugu Socorru, Novi Meksiko